# Zsuzsa Csisztu
Dans le nom hongrois Csisztu Zsuzsa, le nom de famille précède le prénom, mais cet article utilise l’ordre habituel en français Zsuzsa Csisztu, où le prénom précède le nom.
Zsuzsa Csisztu est une gymnaste, actrice et présentatrice de télévision hongroise, née à Budapest le 15 février 1970.
Elle a participé aux Jeux olympiques de 1988.

## Palmarès

### Jeux olympiques
- Séoul 1988
  - 8e au concours général par équipe
  - participation aux éliminatoires pour les épreuves individuelles (meilleur résultat : 36e aux barres asymétriques)

### Championnats du monde
- Montréal 1985
  - 8e au concours général par équipe
- Rotterdam 1987
  - 7e au concours général par équipe
- Stuttgart 1989
  - 9e au concours général par équipe

## Filmographie
- 2001 : Pizzaman (Pizzás) de György Balogh : l'hôtesse du Fusi-Shop
- 2003 : Hungarian Beauty (Magyar szépség) de Péter Gothár : Teleshop Lady #2
- 2006 : Les Paumes blanches (Fehér tenyér) de Szabolcs Hajdu : reporter

## Télévision
- Présentation de Gól, gól, gól, émission hebdomadaire sur le Championnat de Hongrie de football